# Mistrzostwa USA Strongman 1999
Mistrzostwa USA Strongman 1999 - indywidualne, doroczne zawody
amerykańskich siłaczy.
Data: 27, 28 września 1999 r.

Miejsce: Las Vegas, Nevada  Stany Zjednoczone
WYNIKI ZAWODÓW (tylko dziesięciu najlepszych):
| Miejsce | Zawodnik         | Punkty |
| ------- | ---------------- | ------ |
| 1.      | Odd Haugen       | 41     |
| 2.      | Brian Schoonveld | 36     |
| 3.      | Jim Glassman     | 34     |
| 4.      | Chad Coy         | 32,5   |
| 5.      | John Beatty      | 25     |
| 5.      | Harold Collins   | 25     |
| 5.      | Shawn Smith      | 25     |
| 8.      | Michael Gillert  | 23,5   |
| 9.      | Gary Mitchell    | 18     |
| 10.     | Steven Bell      | 15     |